# Yambohne
Die Yambohne (Pachyrhizus erosus), auch Bengkuang genannt, ist eine Pflanzenart aus der Gattung der Yambohnen (Pachyrhizus) innerhalb der Unterfamilie der Schmetterlingsblütler (Faboideae). Sie hat ihren Ursprung in Mexiko, wo sie Jícama (Nahuatl für „wasserhaltige Wurzel“) genannt wird. Sie wird heute wegen ihrer Knollen und Samen auch in Afrika und Asien angebaut. Es handelt sich um eine tropische Pflanze mit hohem Wärme- und Wasserbedarf.

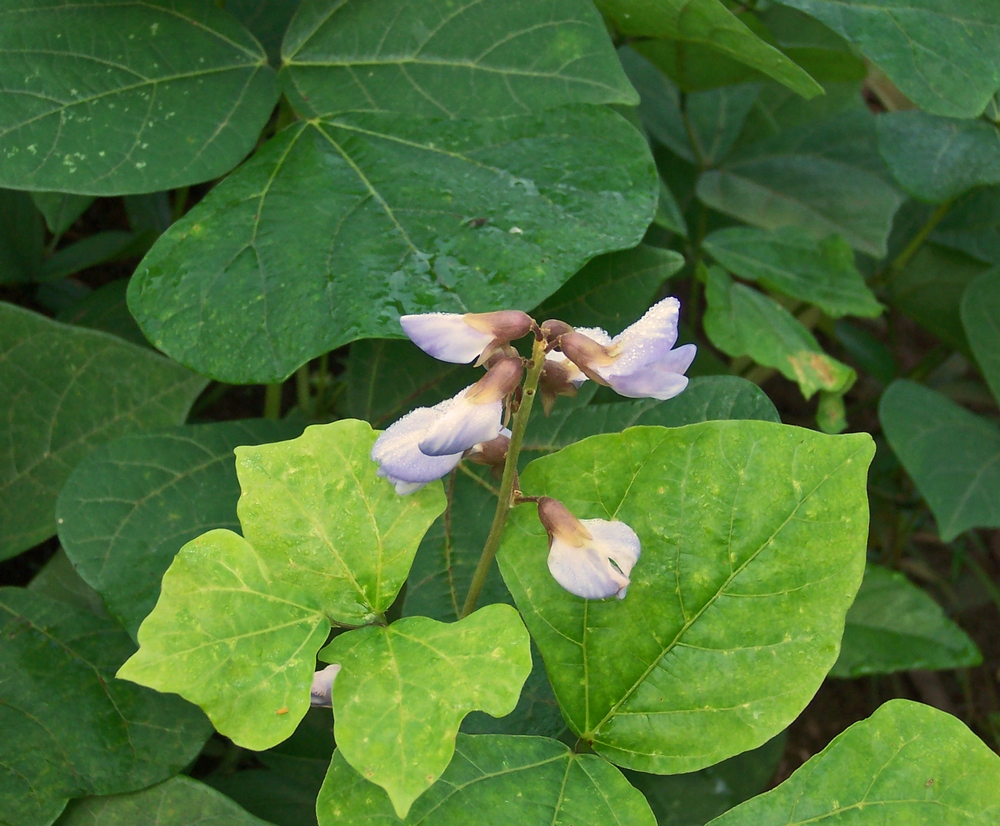
Yambohne (Pachyrhizus erosus)

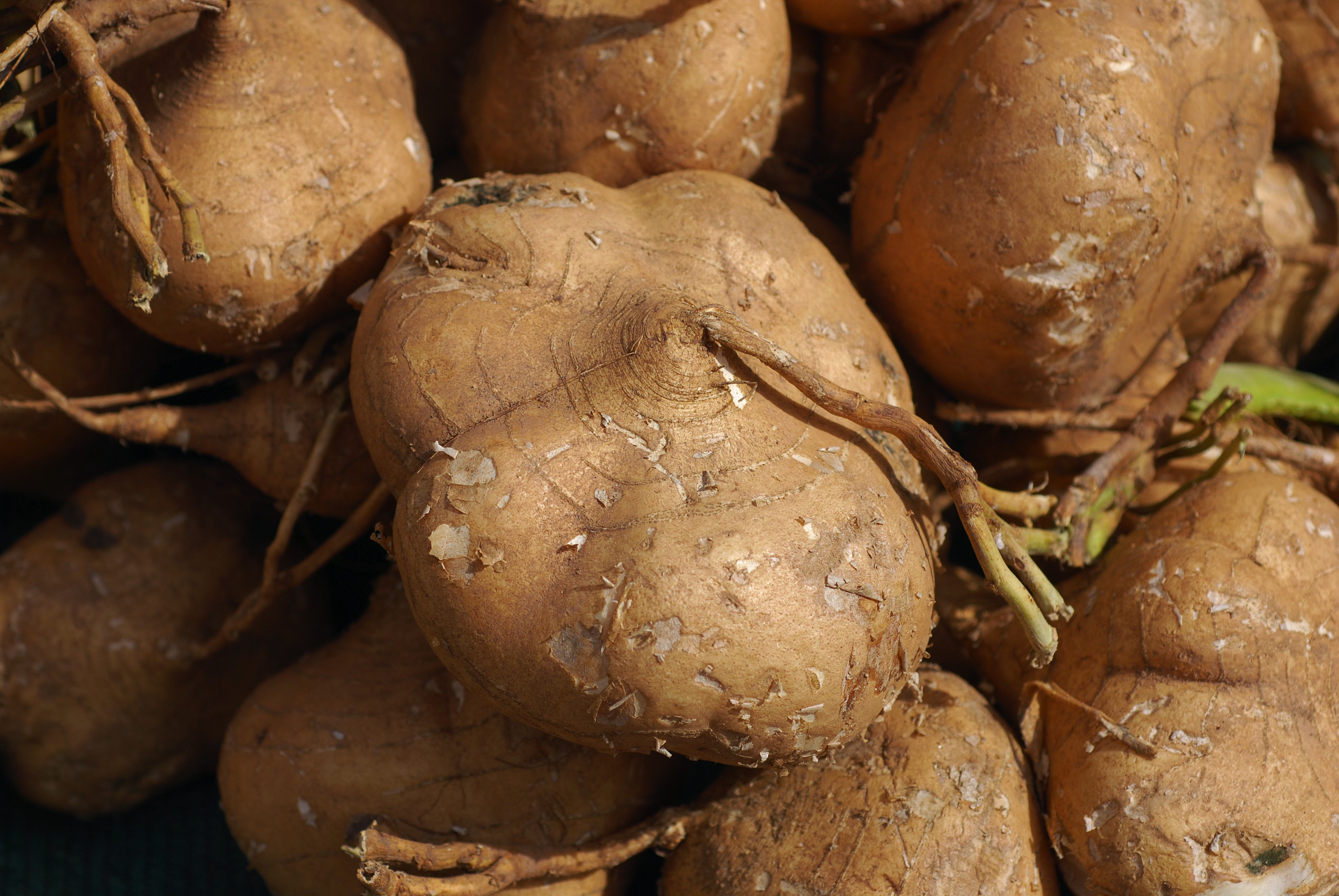
Knollen

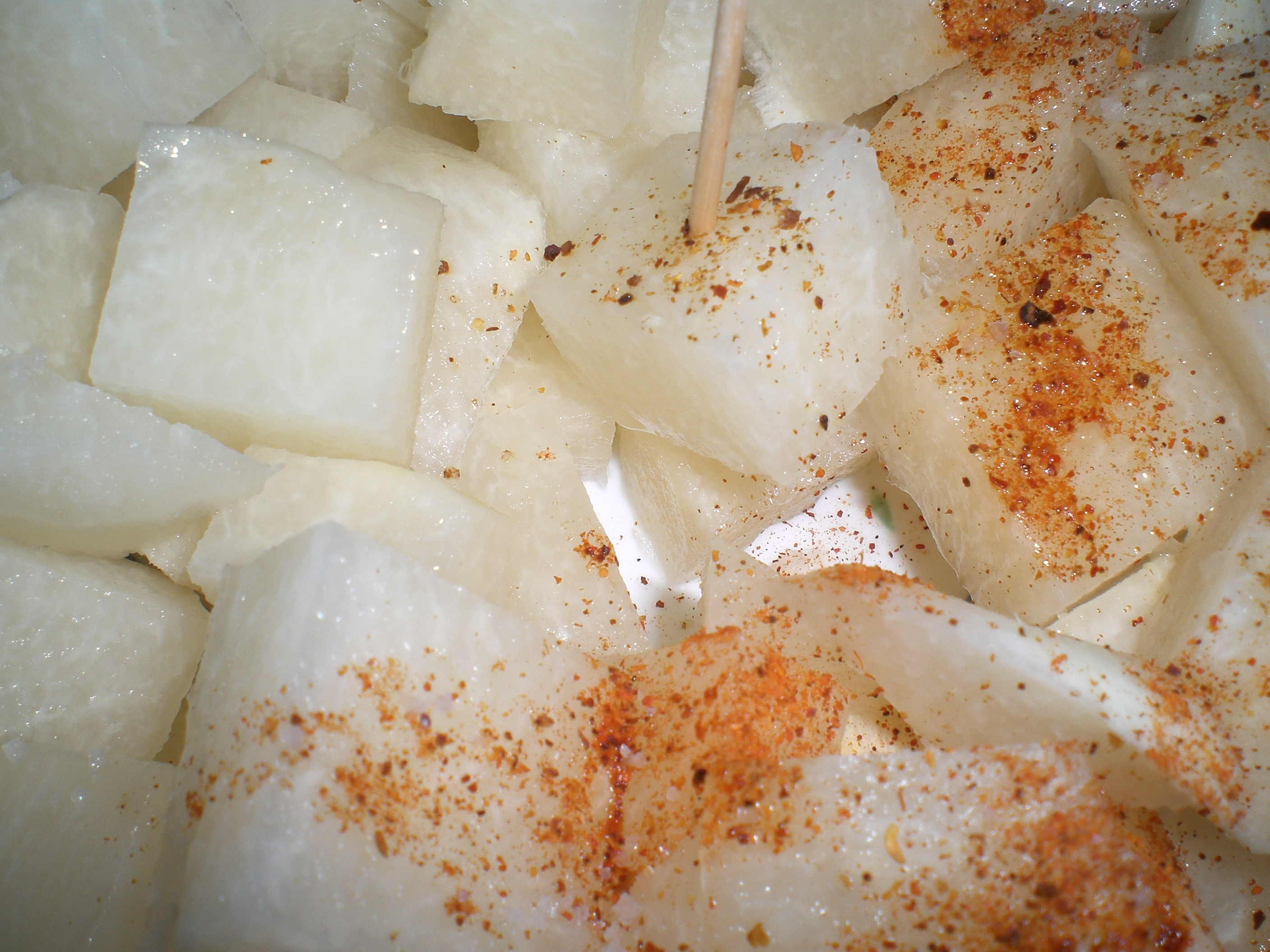
Zubereitung

## Beschreibung
Die Yambohne ist eine bis über 5 m lang rankende, mehrjährige, krautige Pflanze. Sie bildet an jüngeren Pflanzen gelb-bräunliche und rübenförmige Wurzelknollen mit Durchmessern bis zu 20–35 cm und bis etwa 2 kg Gewicht, an alten Pflanzen können sie bis zu 2 Meter lang und 20 kg schwer werden, die ihr als Wasserspeicher und Überdauerungsorgane dienen. Sie wird aber als einjährige Pflanze angebaut, die Knollen werden abgeerntet und die Pflanze im Folgejahr neu ausgesät. 
Die lang gestielten Laubblätter sind dreizählig. Die breiten, rhombischen bis eiförmigen oder breit-dreieckigen bis verkehrt-eiförmigen und leicht borstig behaarten, meist spitzen, teils gelappten bis geteilten Blättchen sind ganzrandig bis grob, entfernt gezähnt. Die Blättchenspreite ist teils ungleich und es sind kleine Nebenblätter und -blättchen vorhanden.
Die achselständigen,  fein bräunlich behaarten, traubigen Blütenstände hängen oder stehen aufrecht, sind bis zu 20–60 cm lang und enthalten ein bis fünf Blüten. Die Blütenkrone der kurz gestielten, zwittrigen Schmetterlingsblüten ist weiß, blauviolett oder korallenrot, der Kelch ist bräunlich behaart und zweiliipg, die Krone ist kahl. Der Fruchtknoten ist behaart mit eingebogenem, bärtigem Griffel und 9 Staubblätter sind verwachsen, eines ist frei.
Die Pflanze bildet flache, fein behaarte, an den Samen leicht eingeschnürte und kurz bespitzte Hülsenfrüchte, die 8 bis 14 cm lang sind und fünf bis elf Samen enthalten. Die rundlichen bis quadratischen, glatten und etwas abgeflachten Samen haben einen Durchmesser von 4 bis 11 mm und ihre Farben reichen von beige über rotbraun bis orange.
Die Chromosomenzahl beträgt 2n = 22, seltener 20.

## Vorkommen
Die Yambohne kommt ursprünglich in Mexiko, Guatemala, Honduras, El Salvador, Costarica, Nicaragua und Panama vor. Sie wurde in zahlreiche Länder Südamerikas und Südasiens eingeführt.

## Taxonomie
Die Yambohne wurde 1753 von Carl von Linné in Species Plantarum Band 2, Seite 726 als Dolichos erosus erstbeschrieben. Die Art wurde 1905 von Ignatz Urban in Symbolae Antillanae: seu fundamenta florae Indiae occidentalis ... Band 4 Teil 2, Seite 311 als Pachyrhizus erosus (L.) Urb. in die Gattung Pachyrhizus gestellt.

## Nutzung
Genutzt wird vor allem die Wurzelknolle, die in Mexiko vor allem als Zwischenmahlzeit gegessen wird. In Mexiko bieten  Straßenverkäufer überall die Jícama in Streifen geschnitten mit Limettensaft, Salz und Chilisoße und/oder Chilipulver, oder auch mit Chamoy an. Die Konsistenz der Jícama ähnelt der eines Rettichs und ebenso wie bei diesem reicht auch die Konsistenz der Jícama von holzig bis saftig. Der Geschmack ist leicht erdig-süßlich. Der physiologische Brennwert liegt bei ca. 170 kJ/100 g (= 40 kcal/100 g). Jícama enthält Calcium, Phosphor und Vitamin C.
Die Blätter und Hülsen sind nicht essbar. Ihre giftigen Samen werden pulverisiert und als Insektizid verwendet. Die kräftigen Fasern des Stängels wurden zur Herstellung von Fischernetzen verwendet.